# Сухару (Мехединци)
Сухару (рум. Suharu) насеље је у Румунији у округу Мехединци у општини Казанешти. Oпштина се налази на надморској висини од 280 m.

## Становништво
Према подацима из 2002. године у насељу је живело 130 становника, од којих су сви румунске националности.